# Meter über Adria

Gebruikte referentiehoogten in Europa

Meter über Adria (afgekort m ü. Adria of m.ü.A., in Oostenrijk ook Seehöhe of Adriahöhe) is de referentiehoogte van het gemiddeld zeeniveau van de Adriatische Zee bij Triëst (Molo Sartorio).
Voor Oostenrijk geldt als referentiepunt het peil van 1875, voor de gebieden van het voormalige Joegoslavië wordt het peil van 1900 gebruikt. 
De buurlanden van Oostenrijk gebruiken andere manieren voor het meten van het zeeniveau, waardoor er hoogteverschillen ontstaan. Aan de staatsgrenzen bedragen deze (verschil HOostenrijk − Hbuurland):
- Duitsland: +25 tot +34 cm (Normalhöhennull, Normaal Amsterdams Peil)
- Italië: −0,5 tot −32 cm (metri sul livello del mare, Genua)
- Zwitserland: −1,6 tot −7,5 cm (Meter über Meer, Marseille)
- Slowakije: +57 cm (metrov nad morom, Kronstadtpeil)
- Slovenië: −8 tot −12 cm (Meter über Adria, Triëst, 1900)
- Tsjechië: +46 tot +56,3 cm (metrů nad mořem, Kronstadtpeil)
- Hongarije: +49,6 tot +60,6 cm (Tengerszint feletti magasság, Kronstadtpeil)

In Albanië wordt de hoogte ook ten opzichte van het zeeniveau van de Adriatische Zee gemeten, maar hierbij wordt gerefereerd aan een gekozen peil in de havenstad Durrës.